# Peter Houtman
Pour les articles homonymes, voir Houtman.
Peter Houtman (né le 4 juin 1957 à Rotterdam, Hollande-Méridionale aux Pays-Bas) est un footballeur néerlandais.

## Biographie

### Club
Houtman a joué durant la plupart de sa carrière au Feyenoord Rotterdam, au FC Groningen. 
Il joue également en Belgique au FC Bruges, au Portugal au Sporting CP, puis dans quelques clubs néerlandais comme le Sparta Rotterdam, l'ADO Den Haag et l'Excelsior Rotterdam. 
Au Feyenoord, il a inscrit en tout 90 buts en 153 matchs.
Il finit meilleur buteur du championnat des Pays-Bas en 1983 et de la Coupe UEFA en 1987.

### International
Il joue huit fois avec l'équipe des Pays-Bas dans les années 1980 avec qui il inscrit sept buts.